# جوردی گالی
جوردی گالی (Jordi Galí) (زاده ۴ ژانویه ۱۹۶۱)، اقتصاددان کلان اسپانیایی است که در حال حاضر یکی از چهره‌های اصلی اقتصاد کلان کینزی نو به‌شمار می‌رود. اکنون وی مدیر مرکز تحقیقات اقتصاد بین‌الملل (CREI، مرکز تحقیقات اقتصاد بین‌الملل) در دانشگاه پومپئو فابرا و استاد پژوهشی در دانشکده اقتصاد بارسلونا است. گالی در سال ۱۹۸۹، پس از اخذ مدرک دکترای خود از MIT تحت نظارت الیور بلانچارد و قبل از نقل مکان به بارسلونا، در سمت هیئت علمی در دانشگاه‌های کلمبیا و نیویورک فعالیت داشت.

## مشارکت‌های پژوهشی
گالی در تحقیقات خود بر علت‌های چرخه‌های تجاری و سیاست‌های پولی بهینه، به ویژه درمورد تحلیل سری‌های زمانی متمرکز است. مطالعات مشترک او با ریچارد کلاریدا و مارک گرترلر نشان می‌دهد که امروزه سیاست پولی در بسیاری از کشورها شبیه قانون تیلور است. این در حالی است که سیاست‌گذاران در دهه ۱۹۷۰ از این قانون پیروی نکردند.
گالی در تحقیق دیگری به این موضوع پرداخت که بانک‌های مرکزی چگونه باید نرخ بهره را تعیین کنند. برخی از ساده‌ترین مدل‌های اقتصاد کلان نیوکینزی، مشاهده شد که با تثبیت نرخ تورم، شکاف تولید نیز تثبیت می‌گردد. اگر این ویژگی تقریباً در واقعیت صادق بود، این امکان وجود داشت که بدون در نظر گرفتن رشد تولید، بانک‌های مرکزی بتوانند یک قانون ساده شده تیلور را که تنها بر تثبیت تورم متمرکز است، دنبال کنند. جوردی گالی و اولیویه بلانچارد به این ویژگی «تصادف الهی» می‌گویند و معتقدند که در مدل‌های واقعی‌تر که شامل اصطکاک‌های اضافی هستند، این ویژگی دیگر برقرار نیست. به عوض، مدل‌های با اصطکاک‌های اضافی (مانند بیکاری اصطکاکی) متضمن تعادل میان تثبیت تورم و تثبیت شکاف تولید هستند.
گالی شاید بیشتر به‌خاطر ارائه شواهد سری زمانی که می‌گوید بهبود بهره‌وری نیروی کار باعث کاهش اشتغال می‌شود، شناخته شده‌است. این یافته با پیش‌بینی‌های برخی از مدل‌های چرخه تجارت واقعیِ معروف که توسط مکتب اقتصاد کلان کلاسیک جدید تبلیغ می‌شوند، در تضاد است. اما (به گفته گالی) این یافته با بسیاری از مدل‌های کینزی جدید سازگاری دارد. با این حال، روش‌های آماری «خودرگرسیون‌های بردار ساختاری» که اساس این یافته هستند، بحث‌برانگیز است.

## کتاب‌ها
انتشارات دانشگاه پرینستون در سال ۲۰۰۸، مونوگراف گالی با عنوان سیاست پولی، تورم و چرخه تجاری را منتشر کرد. این کتاب مقدمه‌ای بر مدل‌های کینزی جدید DSGE ارائه می‌کند و پیامدهای آن مدل‌ها را برای سیاست‌های پولی تحلیل می‌کند. این کتاب برای سطح کورس‌های مقدماتی تحصیلات تکمیلی در اقتصاد کلان در نظر گرفته شده‌است. نسخه دوم آن در سال ۲۰۱۵ منتشر شد.

## جوایز
گالی در سال ۲۰۰۵ به‌خاطر زحمات خود در اقتصاد کلان نیوکینزی، «پاداش یرجو جانسون» را از سوی انجمن اقتصادی اروپا دریافت کرد. وی این پاداش را با تیموتی بسلی از دانشکده اقتصاد لندن شریک شد. تامسون رویترز گالی را جزء «برندگان ارجاع‌دهی» که احتمالاً بعدتر از برندگان پاداش نوبل اقتصاد هستند، می‌داند.